# Marvin Matip
Marvin Job Matip (* 25. September 1985 in Bochum) ist ein ehemaliger deutsch-kamerunischer Fußballspieler, der zuletzt beim SV Ingolstadt-Hundszell unter Vertrag stand und dreimal für die Kamerunische Fußballnationalmannschaft auflief.

## Karriere

### Vereine
Matip, dessen Vater aus Kamerun und dessen Mutter aus Deutschland stammt, erlernte im Südwesten Bochums beim SC Weitmar 45 das Fußballspielen als Innenverteidiger. Im Jahr 1994 wechselte er zum VfL Bochum, dessen sämtliche Jugendmannschaften er durchlief.
In der Saison 2004/05 spielte er für die Amateurmannschaft des VfL Bochum in der Oberliga Westfalen und verpasste den Aufstieg in die Regionalliga Nord knapp. Seinen ersten Einsatz in der Bundesliga absolvierte er in derselben Saison im Spiel gegen den VfL Wolfsburg.
Vor Beginn der Saison 2005/06 wechselte er zum Aufsteiger 1. FC Köln. Matips Vertrag beim 1. FC Köln wurde im Juni 2009 bis zum Ende der Saison 2010/11 verlängert.
Zum 1. Februar 2010 wechselte er auf Leihbasis mit Kaufoption zum Karlsruher SC. Am 31. August 2010, kurz vor Ende der Sommer-Transferperiode, wechselte Matip zum damaligen Zweitligisten FC Ingolstadt 04.
Beim FCI entwickelte sich Matip zum Stammspieler und Kapitän. In der Saison 2014/15 führte er das Team unter dem Trainer Ralph Hasenhüttl zum Aufstieg in die Bundesliga. Nachdem man in der Saison 2015/16 den Klassenerhalt erreicht hatte, stieg der FC Ingolstadt in der Saison 2016/17 wieder in die 2. Bundesliga ab. Nachdem der Verein in der Saison 2018/19 in Abstiegsgefahr geraten war, wurde Matip unter dem neuen Trainer Jens Keller nicht mehr eingesetzt. Zum Wintertrainingslager wurde er aus dem Kader gestrichen und in die zweite Mannschaft versetzt. Matip kam in der Folge zu sechs Einsätzen in der viertklassigen Regionalliga Bayern, in denen er zwei Treffer erzielte. Anfang April 2019 holte ihn der neue Trainer Tomas Oral zurück in den Profikader. Unter Oral kam Matip bis zum Saisonende nicht mehr zum Einsatz. In der Relegation stieg der FC Ingolstadt 04 gegen den SV Wehen Wiesbaden in die 3. Liga ab. Anschließend verließ der Verteidiger die Schanzer nach neun Jahren. Im Oktober 2019 beendete Matip seine aktive Profikarriere. Nach fast zweijähriger Pause stand er am 26. September 2021 für den SV Ingolstadt-Hundszell in der Kreisklasse Donau/Isar 2 wieder auf dem Platz.

### Nationalmannschaft
Matip hatte 14 Einsätze in der deutschen U-20-Nationalmannschaft, in denen er unter anderem bei der Junioren-WM 2005 in den Niederlanden im Achtelfinale gegen China den entscheidenden Treffer zum 3:2 erzielte. Darüber hinaus spielte Matip für die U-21-Nationalmannschaft bei der U-21-Europameisterschaft 2006 in Portugal, bei der die Mannschaft mit zwei Niederlagen und einem Sieg die Finalrunde nicht erreichte.
Am 2. Juni 2013 gab Matip sein Länderspieldebüt für die Auswahl Kameruns gegen die ukrainische Fußballnationalmannschaft. Es folgten zwei weitere Spiele für Kamerun im März 2016 im Rahmen der Qualifikation für den Afrika-Cup.

## Nach der Karriere
2023 konnte er seine Bachelorarbeit abschließen: „Noch während meiner Karriere habe ich damals mit dem Studiengang 'Sportbusiness Management' angefangen“, erklärt der Defensivakteur. Nebenbei kickt er noch beim Kreisligisten SV Hundszell. Matip erklärt: „Während meiner Karriere bin ich mit dem Studium nicht wirklich vorangekommen, nun habe ich darauf meinen vollen Fokus gelegt.“

## Erfolge
- Zweitligameister 2015 und  Aufstieg in die Bundesliga 2015/16 (mit dem FC Ingolstadt 04)

## Persönliches
Matip ist verheiratet mit seiner Frau Elsie. 2022 wurde Tochter Valentina geboren. Sein jüngerer Bruder Joel ist, wie auch seine Cousins Joseph-Désiré Job und Thomas Job, ebenfalls Profifußballspieler.